# Safaripark Gänserndorf

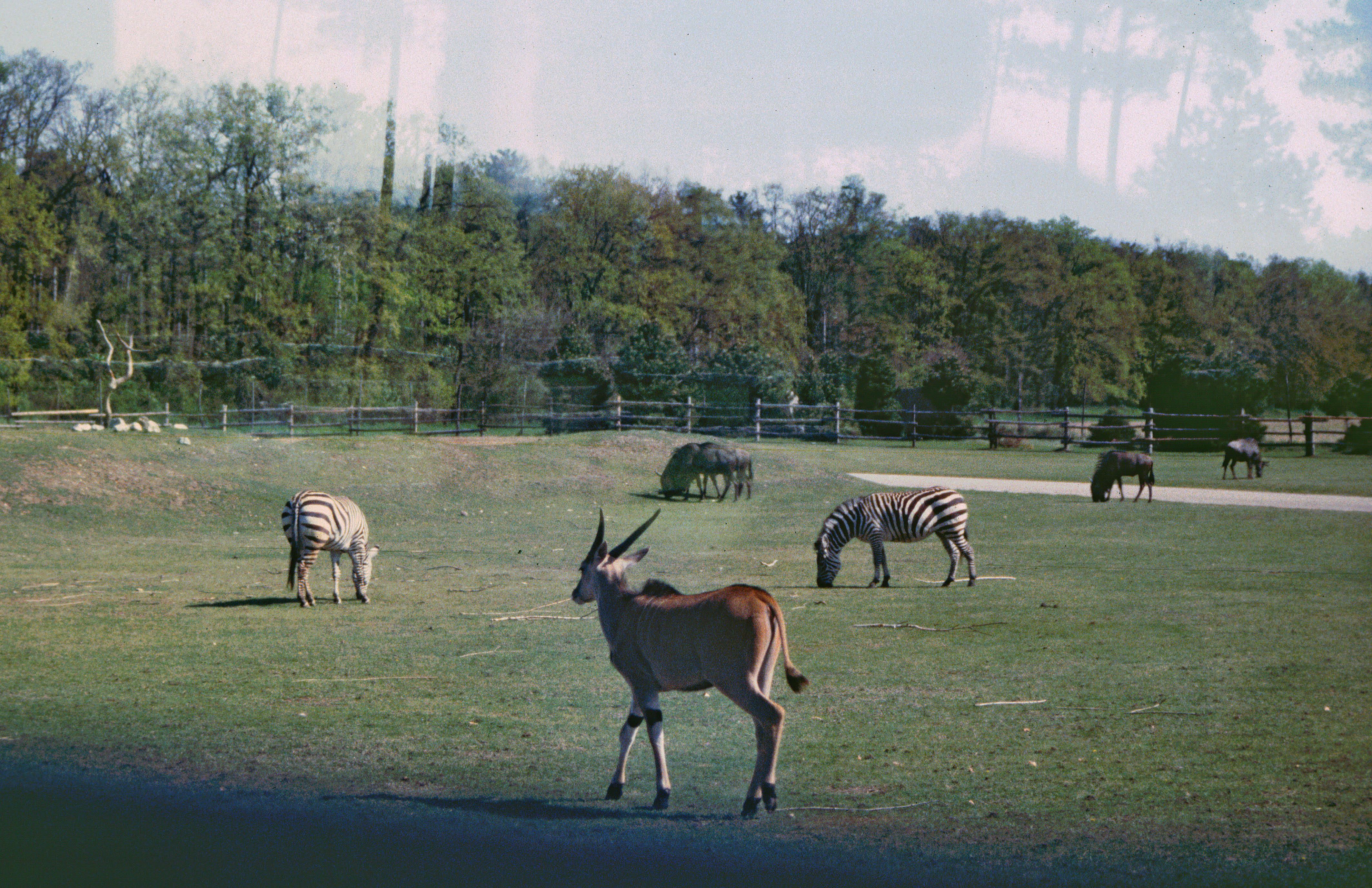
Im Safaripark Gänserndorf (vom Besucherbus aus fotografiert)

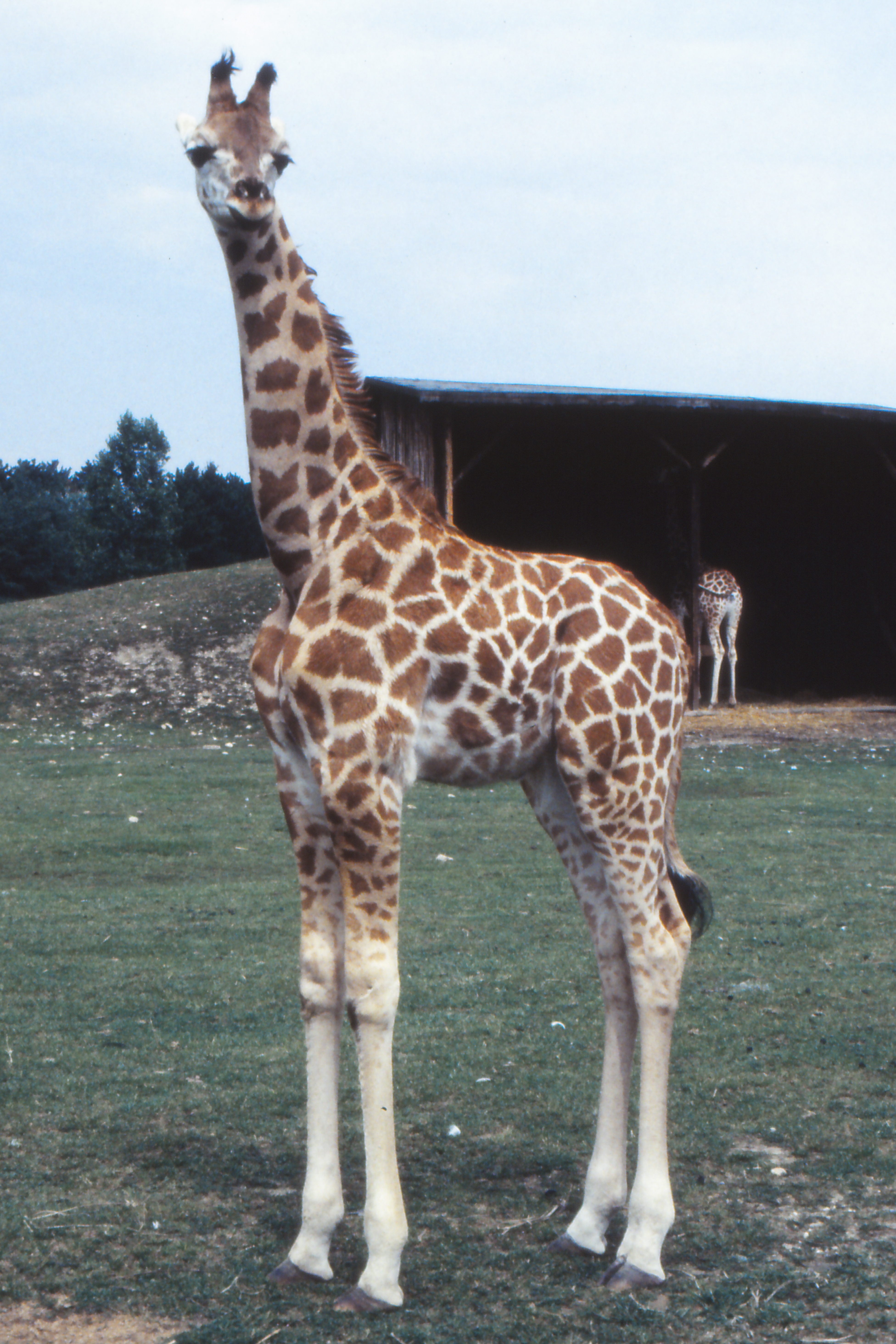
Im Safaripark Gänserndorf

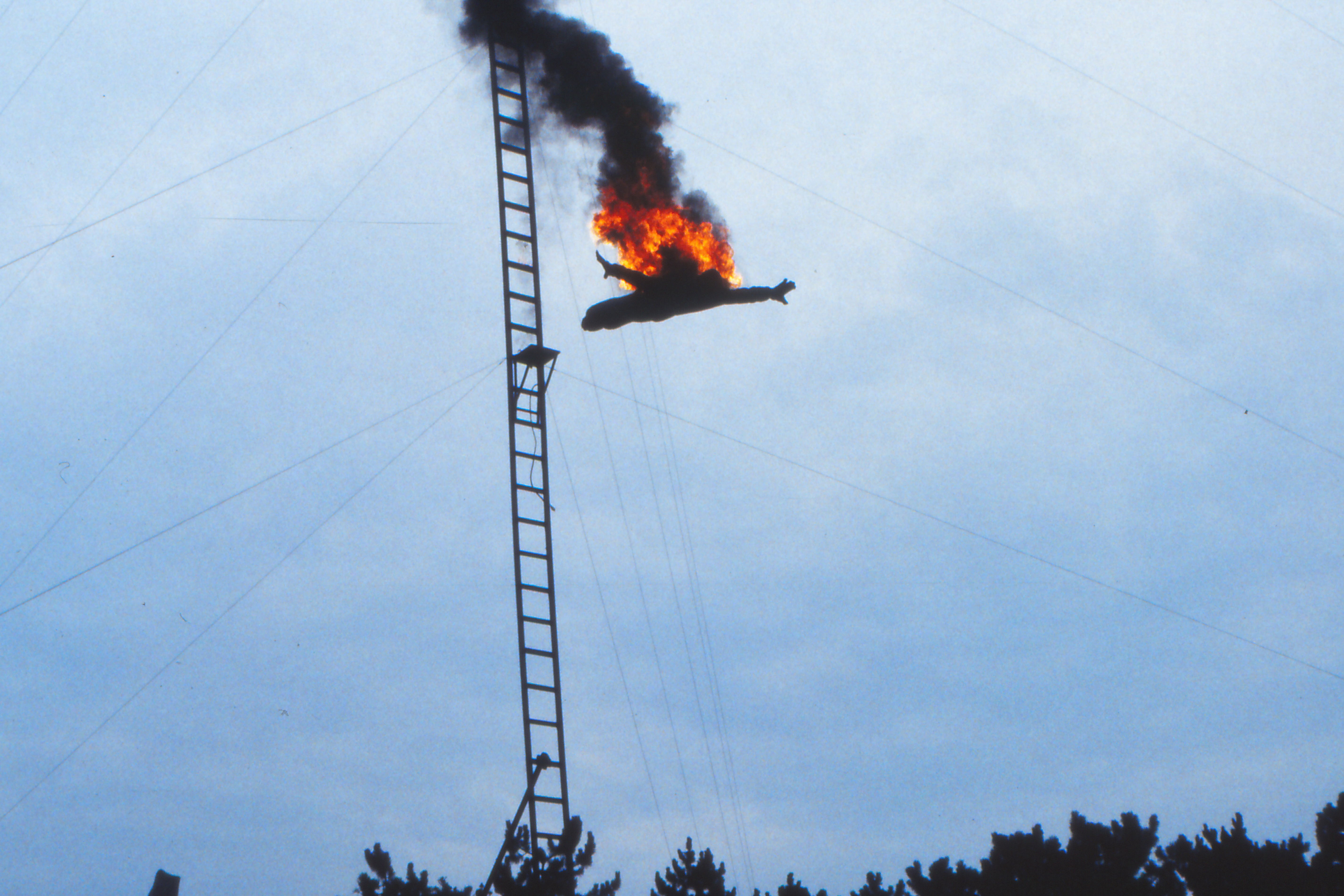
Die Acapulco Show im Safaripark Gänserndorf (1985)

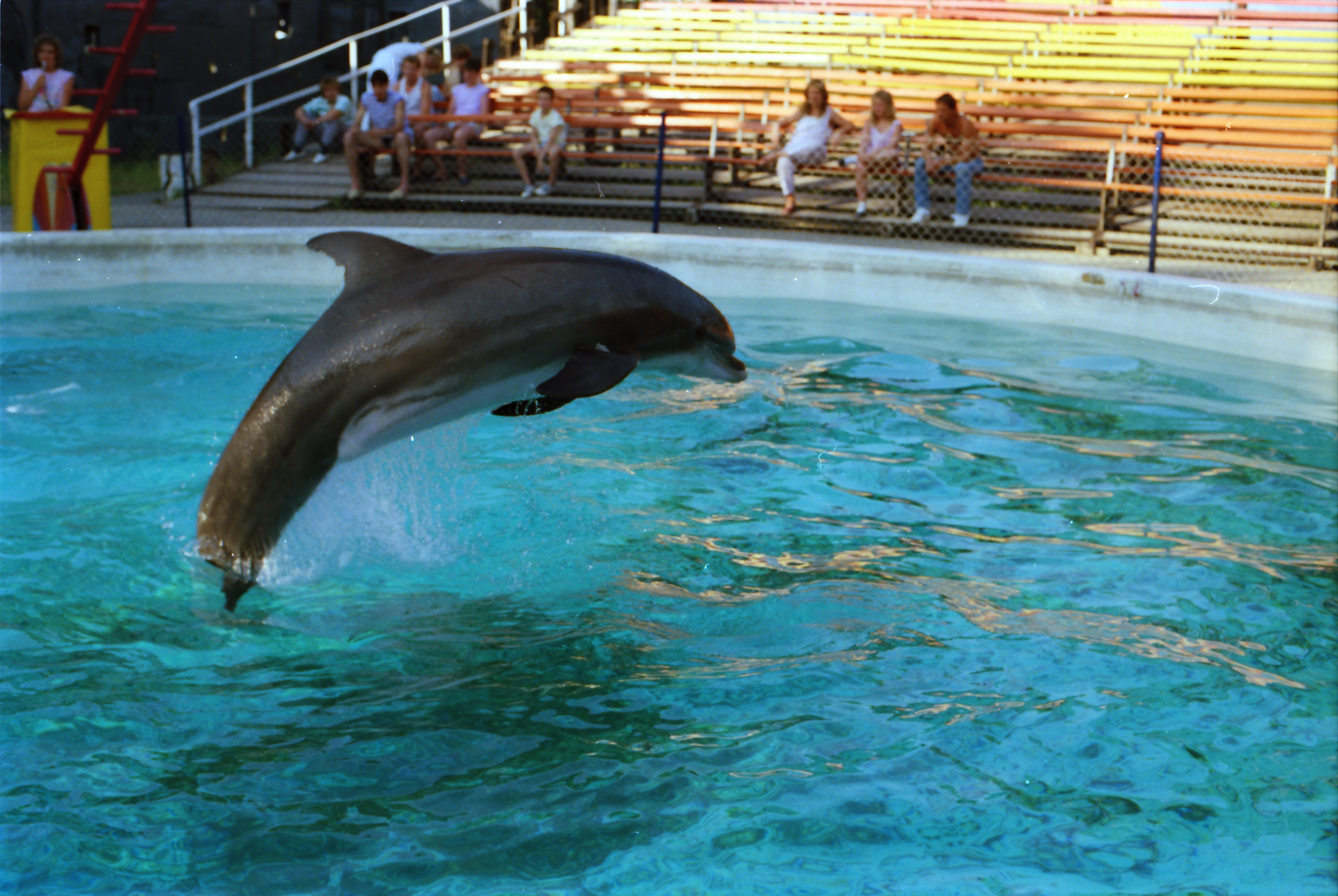
Delfin Show im Safaripark Gänserndorf (1988)

Der Safaripark Gänserndorf war ein öffentlich zugänglicher Wildtierpark in Gänserndorf in Niederösterreich. Die Hauptattraktion des Parks bestand aus einem großen Gelände, auf dem viele Arten von Wildtieren, darunter beispielsweise Löwen, Giraffen, Zebras, Kamele und Affen, frei gehalten wurden. Die Besucher konnten dieses Gelände auf einer vorgegebenen Route mit dem eigenen PKW oder mit einem vor Ort angebotenen Besucherbus befahren und die freilaufenden Tiere, die meist neugierig auf die Besucher zukamen und zwischen den Fahrzeugen herumliefen, beobachten, in manchen Abschnitten auch durch das offene Fahrzeugfenster füttern und streicheln. Das Aussteigen innerhalb des Wildtierparks war nicht gestattet. Neben dem eigentlichen Wildtierpark wurden noch viele weitere Attraktionen geboten, beispielsweise ein Streichelzoo, die Acapulco-Show mit dem "Todesspringer", eine Delfinshow und Aufführungen mit verschiedenen anderen dressierten Tieren.

## Geschichte
Errichtet wurde der Tierpark im Jahr 1972. Er stieß sofort auf großes Publikumsinteresse. Bereits im April wurde das Gelände durch die ersten Tiere bezogen. 33 Löwen bekamen ein neues Heim. Insgesamt wurden bereits zur Eröffnung 300 verschiedene Tiere angesiedelt. Eröffnet wurde der damals größte Safaripark Europas von Verteidigungsminister Lütgendorf am 8. Juni 1972.
Ein erster Rückschlag war bereits im Jahr 1973 die dreimonatige Schließung wegen der Maul- und Klauenseuche in Niederösterreich. Am 1. November 1979 führte ein Großbrand zu 20 Millionen Schilling (ca. 1,45 Millionen Euro) Schaden. 37 Tiere verendeten dabei.
Im Jahr 1984 wurde eine Schmalspurbahn um 2 Millionen Schilling durch den Tierpark gebaut, die von zwei Eisenbahnfreunde-Vereinen betrieben und instand gehalten wurde. Konflikte mit Bewohnern einer nahen Siedlung und Unstimmigkeiten zwischen der Parkverwaltung und einem der Vereine führten wieder zur Schließung der Waldbahn. Die laufenden hohen Kosten für die Tierhaltung führten trotz bestehender Subventionen zu 17 Millionen Schilling Schulden. Auch ein Solidaritätskonzert in der Kurhalle Oberlaa, an dem unter anderem Hansi Dujmic, Herwig Seeböck und Gary Lux teilnahmen, konnte den Tierpark nicht vor dem Ausgleich im Jänner 1986 bewahren.
Besucherrückgänge als Folge des Verbots von Schulwandertagen wegen der Katastrophe von Tschernobyl und Fehlinvestitionen der Bahn führten zum Konkurs. 1987 übernahm der ehemalige Geschäftsführer den Park und führte ihn weiter. Durch den Wegfall des Eisernen Vorhanges im Jahr 1989 konnten die Besucherzahlen wieder gesteigert werden.
Im Jahr 2000 wurde das Unternehmen, das seit seinem Bestehen von der öffentlichen Hand keinerlei Subventionen erhalten hat, in eine Aktiengesellschaft umgewandelt.
Noch 2003 war der Safaripark die einzige Auffangstation in Europa (Home of the Grey) für illegal gehaltene Elefanten, beispielsweise in Zirkussen oder bei anderen Schaustellern. Anfang 2004 musste der Tierpark neuerlich Konkurs anmelden und wurde geschlossen. Zu diesem Zeitpunkt lebten im Tierpark 850 Tiere, die von 64 Mitarbeitern gepflegt wurden.
Bis zum Jahr 2007 wurden vom Verein Vier Pfoten der Großteil der Löwen nach Südafrika in den Wildkatzenpark Lionsrock verbracht. Nur bei zwei weiblichen Löwen war dies aus gesundheitlichen Gründen erst später möglich. Als eine Löwin starb, konnte die zweite Löwin im Jahr 2009 auch nach Südafrika verschickt werden. Im Jahr 2013 ist das Gehege in Lionsrock etwa 50 Hektar mit 33 Gehegen groß.
Nur für die Schimpansen, die früher als Versuchstiere des Arzneimittelherstellers Immuno AG dienten, gab es langzeitige Betreuungsverträge, die auch zur Finanzierung beitragen sollten. Dabei handelte es sich um ein Forschungsprojekt, bei dem die Affen, die ihr Dasein bei Immuno einzeln fristeten, hier wieder sozialisiert werden und zusammenleben sollten. Nach der Übernahme der Firma Immuno durch die Firma Baxter wurden die Verträge bis 2015 verlängert. Im Zuge des Konkurses wurde jedoch auch dieses Forschungsprojekt komplett gestoppt.

### Affenhaus
Durch den Konkurs war auch die Zukunft des Affenhauses für die Versuchsaffen des Pharmaunternehmens Baxter ungewiss. Zunächst wurde im Jahr 2007 vom Gesundheitsministerium die weitere Pflege der damals über 50 Tiere übernommen.
Ende 2009 zeichnete sich eine nachhaltige Lösung ab. Zwischen dem Ministerium, der Firma Baxter, dem Land Niederösterreich und dem Gut Aiderbichl wurde ein Vertrag abgeschlossen. Nach diesem werden bis zu zehn Freigehege am derzeitigen Standort in Gänserndorf neu errichtet. Das Gut Aiderbichl übernimmt die Versorgung in einem neu errichteten Gehege am gleichen Standort in Gänserndorf. Auch von der Gemeinde Gänserndorf wurde der Pachtvertrag auf 99 Jahre verlängert.
Im Jahr 2011 wurde von Michael Aufhauser, dem Betreiber des Gutes Aiderbichl, ein Freigehege geschaffen. Es entstand damit ein Schutzzentrum neben zwei anderen in Florida und den Niederlanden.

### Wiedereröffnungsversuch
Nachdem der Safaripark 2004 geschlossen worden war, wollte Josef Zoher, ein Tierarzt aus Deutsch Wagram, ihn im Sommer 2009 wiedereröffnen. Das Konzept wurde verändert, sodass der Safaripark nicht mehr durch die bisherige Autosafari, sondern nur noch auf Spazierwegen zu besichtigen gewesen wäre. Wegen fehlender Investoren verzögerte sich das Projekt, bis auch die Pacht des Geländes verloren ging, da Zoher nicht der Bedingung der Gemeinde nachkommen konnte, den Safaripark binnen zwei Jahren wiederzueröffnen.
Seit 2011 befindet sich der Erlebnispark Gänserndorf, der von den Brüdern Werner und Christian Angerer betrieben wird, auf einem Teil des Geländes. Der Bereich, der von Gut Aiderbichl betrieben wird, ist mitsamt der Schimpansenanlagen nicht öffentlich zugänglich.